# 235
سنة 235 م (بالأرقام الرومانية: CCXXXV) كانت سنة بسيطة تبدأ يوم الخميس (الرابط يظهر نموذج الجدول الزمني الكامل للسنة) من التقويم اليولياني. بدأت تسمية السنة ب235 منذ العصور الوسطى المبكرة، عندما أصبح تقويم أنو دوميني هو الأسلوب السائد في أوروبا لتسمية السنوات.

## وفيات
- بونتيان
- سيفيروس ألكسندر
- كاسيوس ديو
- كلوديوس إيليانوس
- هيبوليتوس الرومي